# Ernst Heinicker

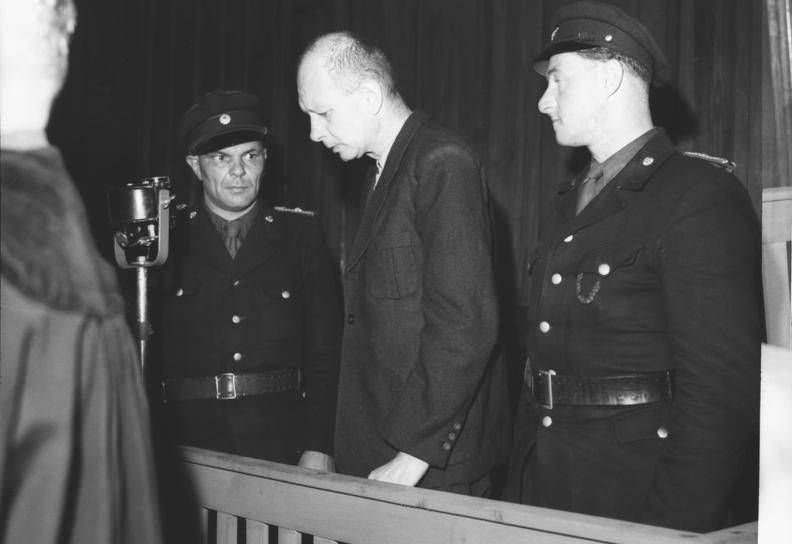
Verhandlung gegen Ernst Heinicker, Sturmführer der SA und stellvertretender Lagerkommandant des Konzentrationslagers Hohnstein; das Urteil lautet nach „Kontrollratsgesetz Nr. 10“ und „Direktive 38“ auf Todesstrafe wegen „Verbrechens gegen die Menschlichkeit“ (21. Juni 1950).

Ernst Karl Johann Heinicker (* 17. November 1906 in Leipzig; † 4. November 1950 in Waldheim hingerichtet) war ein deutscher SA-Führer und stellvertretender Lagerkommandant im KZ Hohnstein.
Ernst Heinicker trat zum 1. Januar 1931 der NSDAP (Mitgliedsnummer 406.186) und im selben Jahr der SA bei, in der er 1933 den Dienstrang eines Sturmführers hatte. Am 8. März 1933 besetzten SA-Leute die Burg Hohnstein und richteten ein „Schutzhaftlager“ ein. Unter Zuhilfenahme der Reichstagsbrandverordnung vom 28. Februar 1933 wurden politische Gegner verhaftet, um sie durch Demütigungen, Erniedrigungen, Gewalt und Misshandlungen zu brechen. Nach dem sog. Röhm-Putsch am 30. Juni 1934 übernahm die SS unter Karl Otto Koch das Lager, bevor es am 25. August 1934 aufgelöst wurde. Nach der Auflösung wurden nach Angaben der Sozialistischen Aktion von 1935 17 Leichen gefunden, u. a. auch zwei Eingemauerte. Bis heute konnte dies jedoch nicht genau bestätigt werden.
Im KZ Hohnstein wurde Heinicker im April 1934 stellvertretender Lagerkommandant, doch wurde er noch im selben Jahr wieder abgesetzt. Im Mai 1935 gab es ein Verfahren gegen 23 Wachleute, darunter den Lagerkommandanten Erich Jähnichen, wegen „gemeinschaftlicher Körperverletzung im Amt“. Heinicker wurde wegen Misshandlung von Häftlingen zu 18 Monaten Gefängnis verurteilt. Durch persönliche Anordnung Adolf Hitlers wurde das Urteil gegen den Willen des Reichsjustizministeriums aufgehoben.
Nach jahrelanger Inhaftierung in sowjetischen Speziallagern wurde Heinicker in den Waldheimer Prozessen am 21. Juni 1950 nach einem Schauprozess von nur elf Stunden in Anwesenheit des DDR-Justizministers Max Fechner zum Tode verurteilt, die Berufung verworfen und er am 4. November hingerichtet.